# 1986-os Vuelta ciclista a España
Az 1986-os Vuelta ciclista a España volt a 41. spanyol körverseny. 1986. április 22-e és május 13-a között rendezték. A verseny össztávja 3666 km volt, és 21 szakaszból állt. Végső győztes a spanyol Álvaro Pino lett.

## Végeredmény
|    | Versenyző            | Csapat           | Idő            |
| -- | -------------------- | ---------------- | -------------- |
| 1  | Álvaro Pino          | Zor              | 98 óra 16'04 " |
| 2  | Robert Millar        | Panasonic        | 1'06"          |
| 3  | Seán Kelly           | Kas              | 5'19"          |
| 4  | Raimund Dietzen      | Teka             | 5'58"          |
| 5  | Marino Lejarreta     | Seat-Orbea       | 7'12"          |
| 6  | Pello Ruiz Cabestany | Seat-Orbea       | 7'26"          |
| 7  | Laurent Fignon       | Système U-Gitane | 7'29"          |
| 8  | Fabio Parra          | Café de Colombia | 7'44"          |
| 9  | Anselmo Fuerte       | Zor              | 10'50"         |
| 10 | Pedro Delgado        | PDM-Concorde     | 11'50"         |